# Якимово (община Виница)
 Тази статия е за селото в Северна Македония.  За селото в България вижте Якимово.  
Якимово (на македонска литературна норма: Јакимово) е село в община Виница, Северна Македония.

## География
Селото е разположено северно от град Виница на около 2 км. Якимово е село разположено в най-източните части на Кочанско-Винишката котловина по поречието на река Брегалница. Землището на Якимово е сравнително богато, а близостта до общинския център Виница е предпоставка за сравнително по-благоприятното стопанско и демографско състояние на селото в сравнение с повечето от останалите типично планински села в община Виница.

## История
В местността Амбарица има разкрито поселище от римско време, Блатечки път – поселище, некропол и могили от римско време, Купелот – поселище и могила от римско време, Селски гробища – средновековен некропол, Керамидница – некропол от късноримската епоха.
В XIX век Якимово е смесено село на българи и турци, разположено в Кочанска кааза на Османската империя. Според статистиката на Васил Кънчов („Македония. Етнография и статистика“) от 1900 г. Якимово е има 310 жители, от които 260 българи християни и 50 турци.
Цялото българско население на селото е под върховенството на Българската екзархия. По данни на секретаря на екзархията Димитър Мишев („La Macédoine et sa Population Chrétienne“) в 1905 година в Якимово има 192 българи екзархисти.
При избухването на Балканската война в 1912 година 1 човек от Якимово е доброволец в Македоно-одринското опълчение.
След Междусъюзническата война в 1913 година селото попада в Сърбия.
Според Димитър Гаджанов в 1916 година в Якимово живеят 95 турци, 14 цигани мохамедани и 106 българи.
На 1 август 1993 година Стефан Брегалнишки полага темелния камък на църквата „Свети Йоаким Осоговски“. Храмът е осветен на 6 май 2002 година от митрополит Агатангел Брегалнишки. Иконите и фреските са дело на зографа Венко Цветков от Скопие.

## Личности
Родени в Якимово
- Мите Иванов, македоно-одрински опълченец, Кюстендилска дружина[6]
- Трайко Георгиев, български революционер от ВМОРО, четник на Цено Куртев[7]